# Pier Paolo Lucchetta
Pier Paolo Lucchetta, född 14 januari 1963 i Treviso, är en italiensk före detta volleybollspelare. Lucchetta blev olympisk bronsmedaljör i volleyboll vid sommarspelen 1984 i Los Angeles.